# 우에키 시게하루
우에키 시게하루(일본어: 植木 繁晴, 1954년 9월 13일 ~ 2024년 4월 11일)는 일본의 축구 선수이다.

## 국가대표팀 경력
그는 1979년 메르데카 국제축구대회에 참가할 일본 국가대표팀에 발탁되었으며, 7월 13일 싱가포르와의 경기에서 데뷔했다.

## 통계
| 일본 | 일본 | 일본 |
| 연도 | 출전 | 득점 |
| ---- | ---- | ---- |
| 1979 | 1    | 0    |
| 통산 | 1    | 0    |